# Erateina iphisata
Erateina iphisata là một loài bướm đêm trong họ Geometridae.